# Vriesea grandiflora
Vriesea grandiflora là một loài thuộc chi Vriesea. Đây là loài đặc hữu của Brasil.